# Løvtræer
Ved et løvtræ forstås sædvanligvis et træ tilhørende den botaniske gruppe af tokimbladede planter. Ofte medregnes også tempeltræet, som tilhører de nøgenfrøede. Bambus, palmer, koglepalmer og træbregner medregnes normalt ikke til løvtræerne - selvom de har en række karakteristika tilfælles med løvtræerne, er der også  en række væsentlige forskelle, f.eks. mangel på egentligt ved, samt forskelle i blomster og forplantningsorganer.
Hjemmehørende løvtræer i Danmark er, på nær kristtorn, tillige løvfældende, dvs. de taber bladene om efteråret, hvilket gælder for de fleste løvtræer i områder med frost om vinteren. Løvfaldet i Danmark skyldes typisk den mindre lysmængde om vinteren og/eller den lavere temperatur. Også i varmere klima kan nogen løvtræer være løvfældende, f.eks. i tørkeperioder, uanset om det er regelmæssige, f.eks. årlige, tørkeperioder eller usædvanlig tørke der måske kun optræder med 5-10 års mellemrum.
De fleste arter af løvtræer er dog ikke løvfældende, fordi de vokser i områder hvor bladene kan beholdes hele året. Visse løvtræer, der ikke er naturligt hjemmehørende i Danmark, er løvfældende her hos os, men ikke i deres naturlige områder.
Løvtræer der ikke er løvfældende kan være stedsegrønne eller (sjældnere) vintergrønne.
Nogle typiske danske løvtræer er f.eks. bøg, stilkeg, ask, ahorn, dun-birk, rød-el og småbladet lind.

## Botanisk
Hvor nåletræer udgør en såkaldt taksonomisk gruppe, er dette ikke tilfældet for løvtræer. Løvtræer er en type af planter indenfor den taksonomiske gruppe af tokimbladede. Og der forekommer da også enkelte buske med nåleformede blade blandt de tokimbladede uden at disse henregnes til nåletræerne.
De fleste danske løvtræer hører dog til en af følgende få familier:
- Birke-familien: Bl.a. arter af Birk, Avnbøg, arter af El og Hassel
- Bøge-familien: Bl.a. Almindelig Bøg, Ægte Kastanje og forskellige arter af Eg
- Elme-familien: Forskellige arter af Elm
- Linde-familien: Forskellige arter af Lind
- Løn-familien: Forskellige arter af Løn
- Oliven-familien: Bl.a. Almindelig Ask og Almindelig Liguster
- Pile-familien: Bl.a. bævreasp og forskellige arter af Poppel og Pil
- Rosen-familien: Forskellige arter af Røn samt frugttræer som Æble og Pære